# Rheinhallen

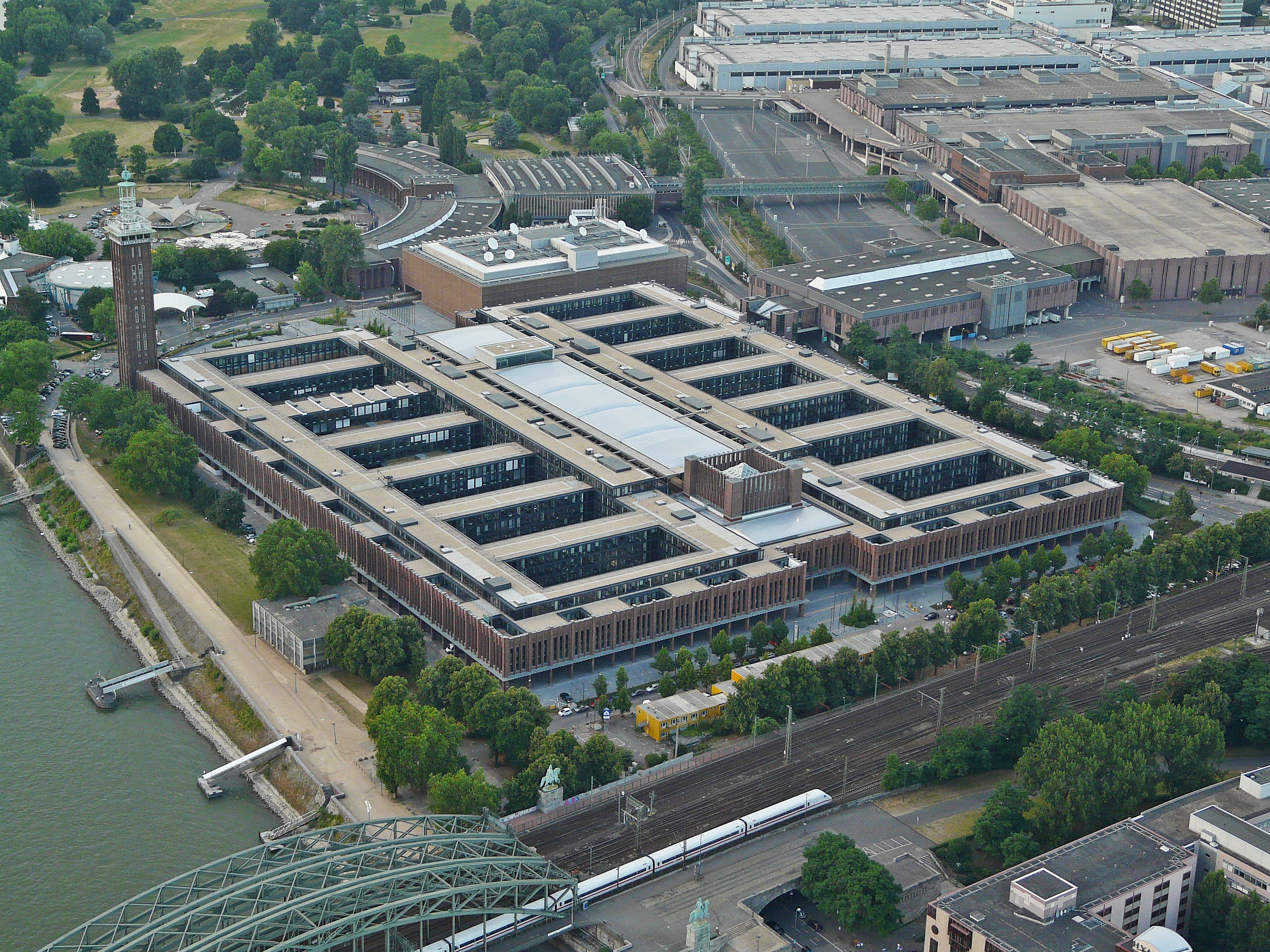
Die Rheinhallen am Kölner Rheinufer

Die Rheinhallen sind ein denkmalgeschütztes Gebäudeensemble in Köln-Deutz am Rheinufer nördlich der Hohenzollernbrücke. Sie wurden bis 2005 als Messehallen von der Koelnmesse genutzt. Der nach umfangreichen Umbauarbeiten nunmehr Rheinpark-Metropole Köln genannte Gebäudekomplex prägt weiterhin das rechtsrheinische Rheinpanorama.

## Geschichte

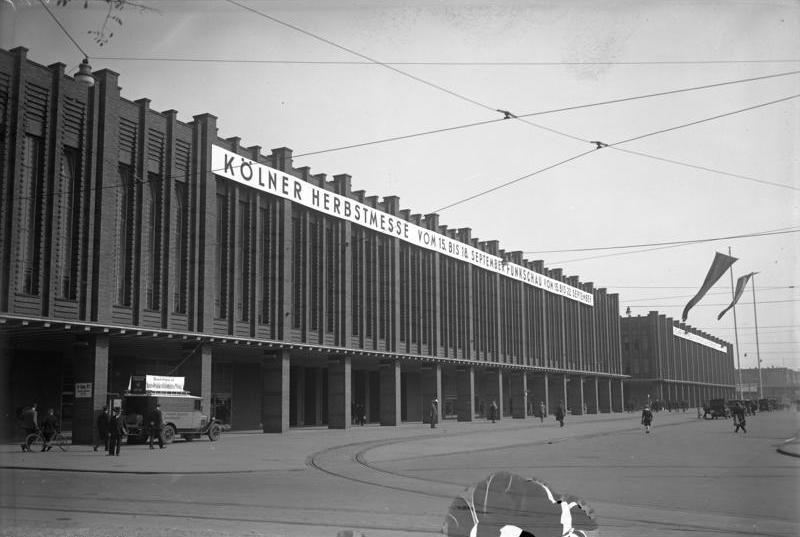
Rheinhallen – Herbstmesse im September 1929

Auf die Initiative des Kölner Oberbürgermeisters Konrad Adenauer wurde am 1. April 1922 die Kölner Messegesellschaft mit dem Ziel gegründet, Köln die alte Vormachtstellung im Rheinland zurückzubringen. Am 11. Mai 1924 wurde die erste Messe in mehreren Hallen auf dem vormaligen Kasernengelände eröffnet, das bereits zur Werkbundausstellung 1914 für einen Vergnügungspark genutzt worden war. Mit über 600.000 Besuchern und über 2.800 Ausstellern auf 45.000 m² Hallenfläche war sie ein großer Erfolg.
Anlässlich der am 12. Mai 1928 beginnenden Internationalen Presse-Ausstellung „Pressa“ wurden die bestehenden uneinheitlichen Ausstellungshallen nach dem Entwurf des Architekten und Kölner Stadtbaudirektors Adolf Abel durch eine Randbebauung mit einheitlicher Fassade und dem Messeturm eingefasst und durch das sogenannte „Staatenhaus“ erweitert.
Im Nationalsozialismus wurden die Messehallen ab Juli 1942 als Deportationsunterkünfte für Juden und Sinti und Roma zweckentfremdet, die von Köln aus in die Vernichtungslager geschickt wurden. Außerdem wurden dort Zwangsversteigerungen von jüdischem Eigentum vorgenommen, das die Deportierten in ihren Wohnungen zurücklassen mussten. Eine Plakette am Messeturm erinnert an diese Geschichte.
In der Nachkriegszeit wurden nach der ersten Frühjahrsmesse am 14. September 1947 immer wieder Umbauten vorgenommen, so dass die Fläche innerhalb der Randbebauung vollständig genutzt wurde. Ein Restaurant wurde in einem eigenen Baukörper vor die Rheinfront gesetzt. Weitere Hallen wurden in den Zwischenraum zum „Staatenhaus“ gebaut. Organisatorisch gehörte die im Dezember 1958 fertiggestellte Sporthalle Köln als Halle X bis April 1962 zum Hallenkomplex der Rheinhallen dazu, wurde dann jedoch ausgegliedert und von der Kölner Sportstätten GmbH weitergeführt. Mit insgesamt 286.000 m² Ausstellungsfläche waren die Rheinhallen im Jahre 2008 die viertgrößte zusammenhängende Messe der Welt.

## Heutige Nutzung

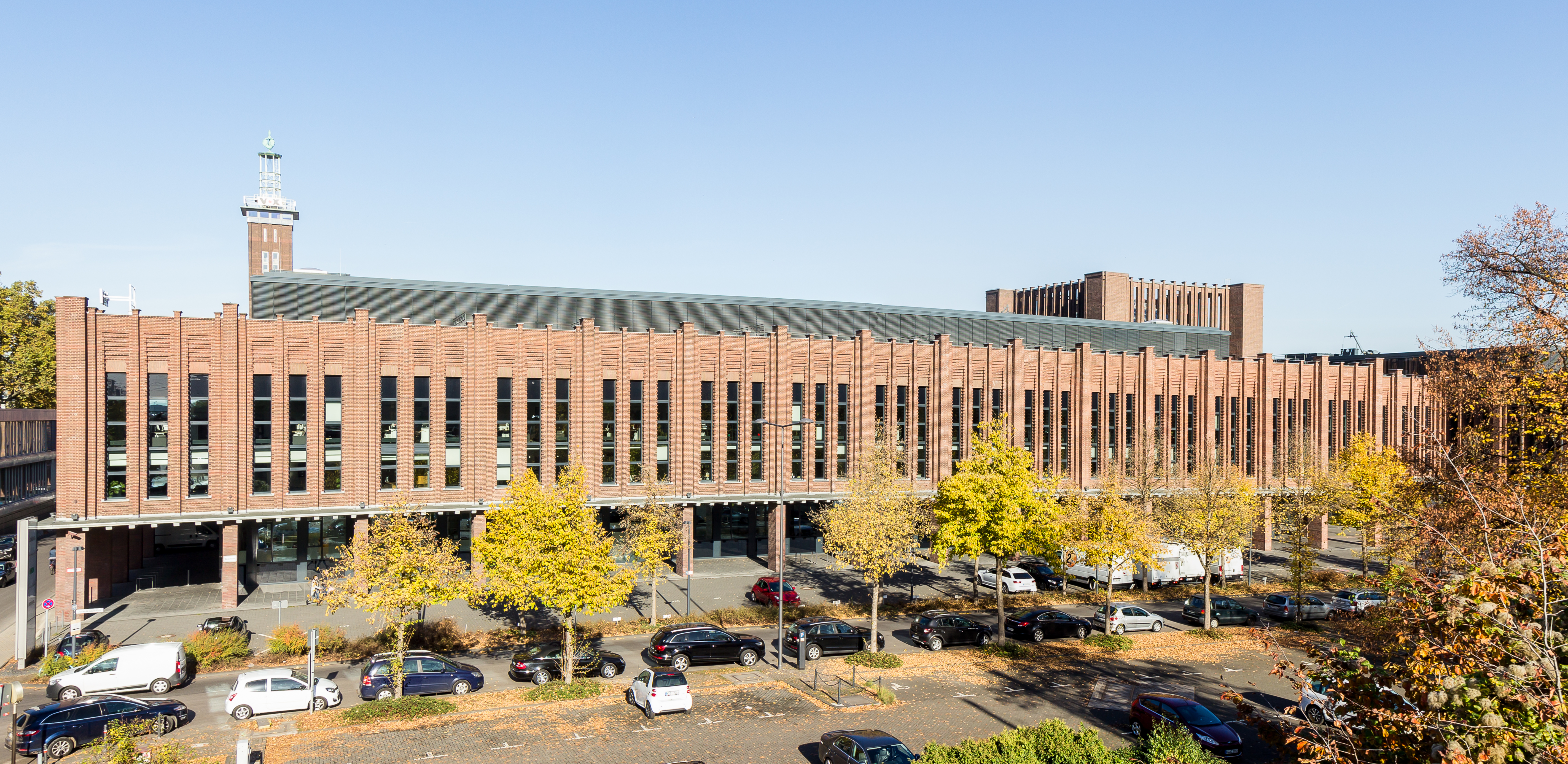
Denkmalgeschützte Fassade der Rheinhallen nach der Entkernung und dem Wiederaufbau
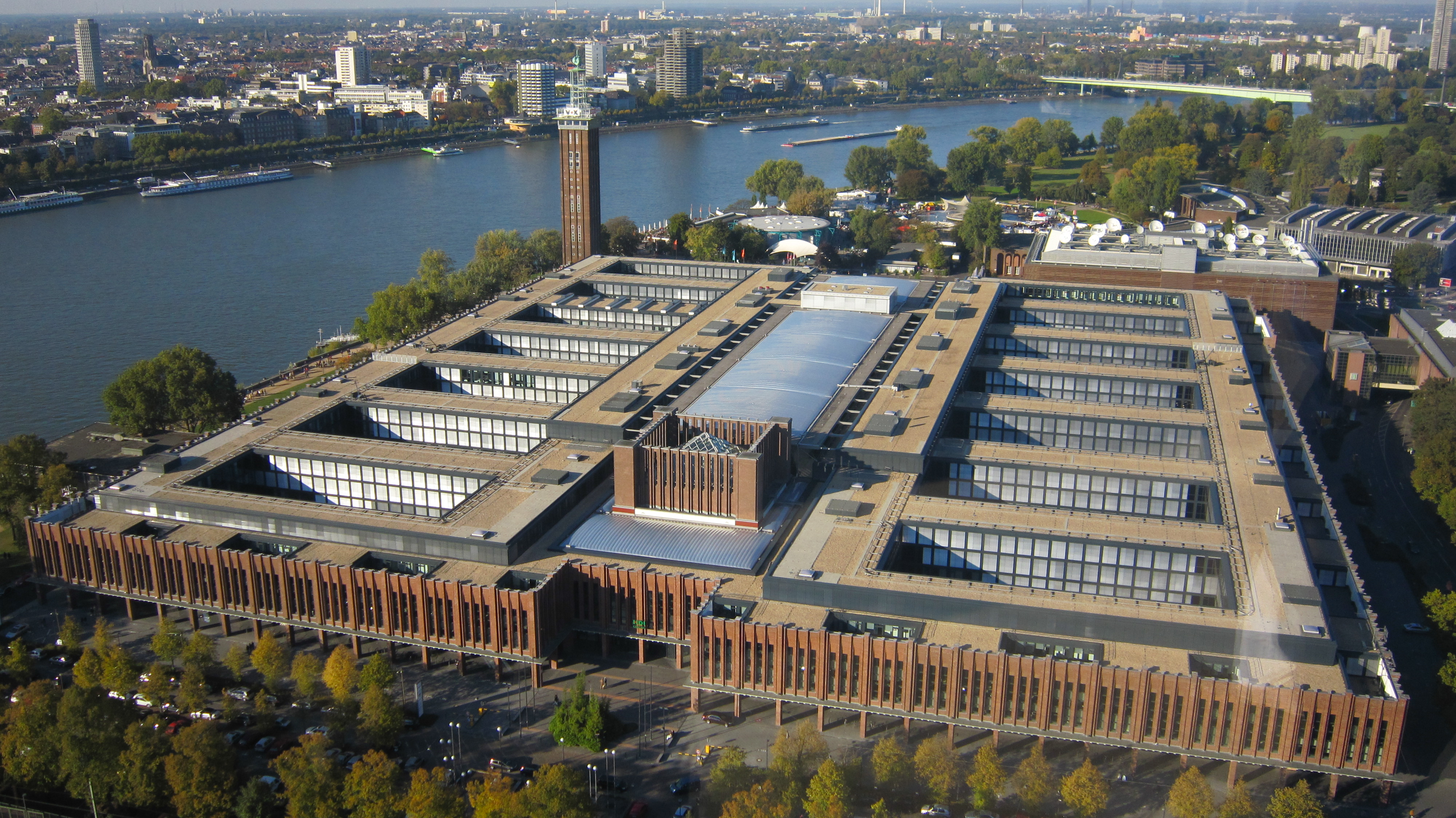
Blick auf den Rhein
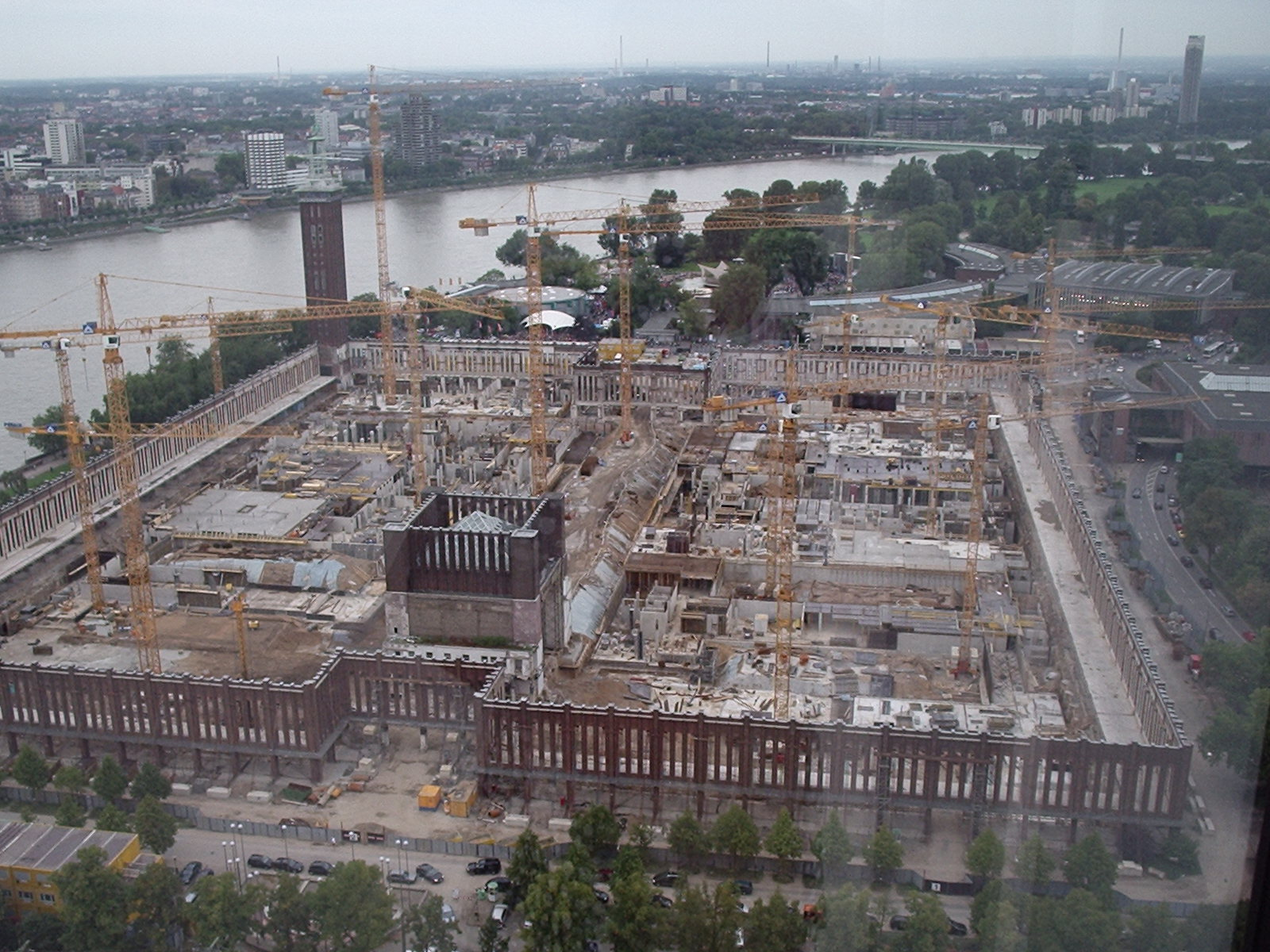
Rheinhallen während der Sanierung, fotografiert vom Kölntriangle
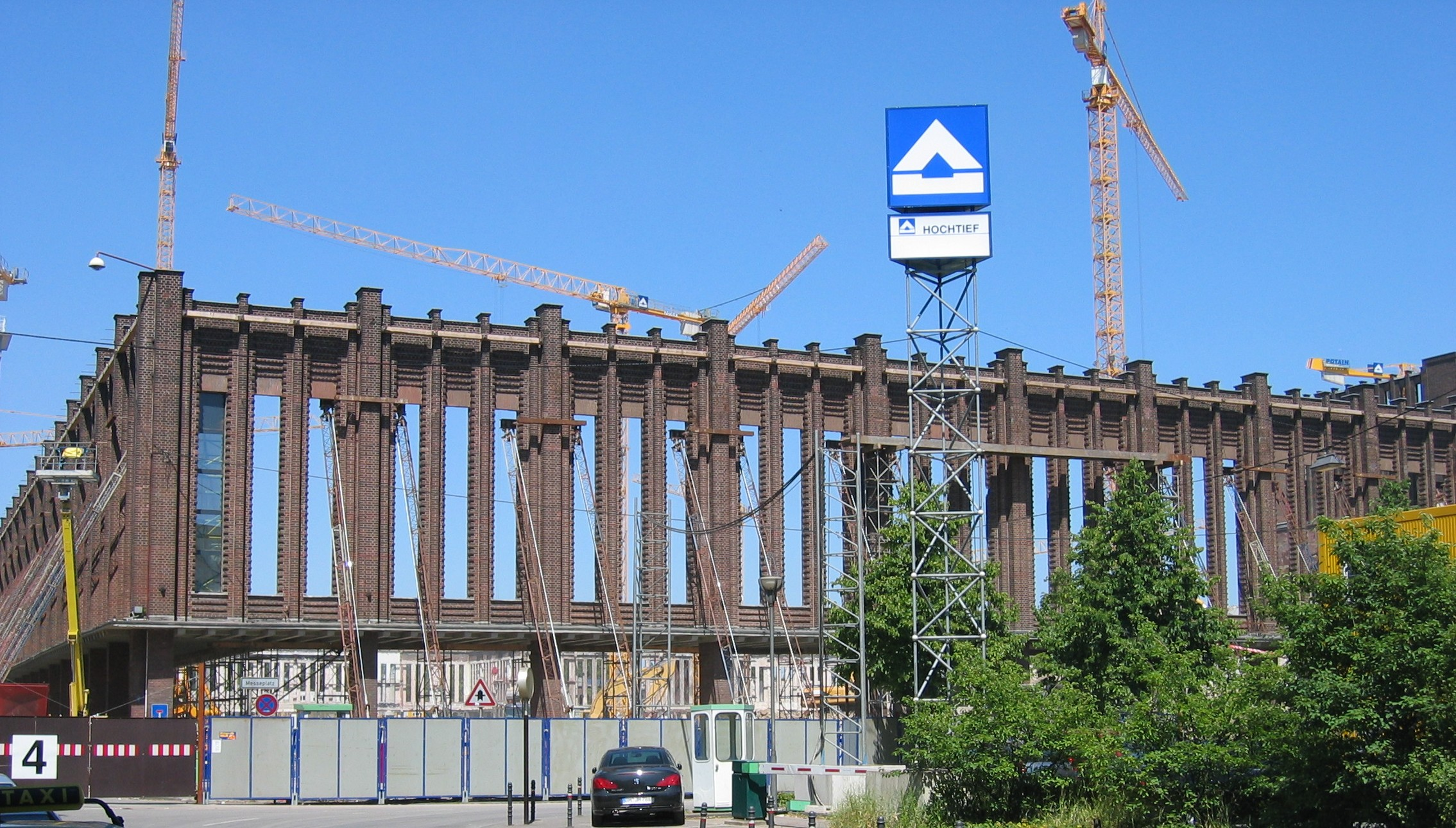
Fassade der Rheinhallen
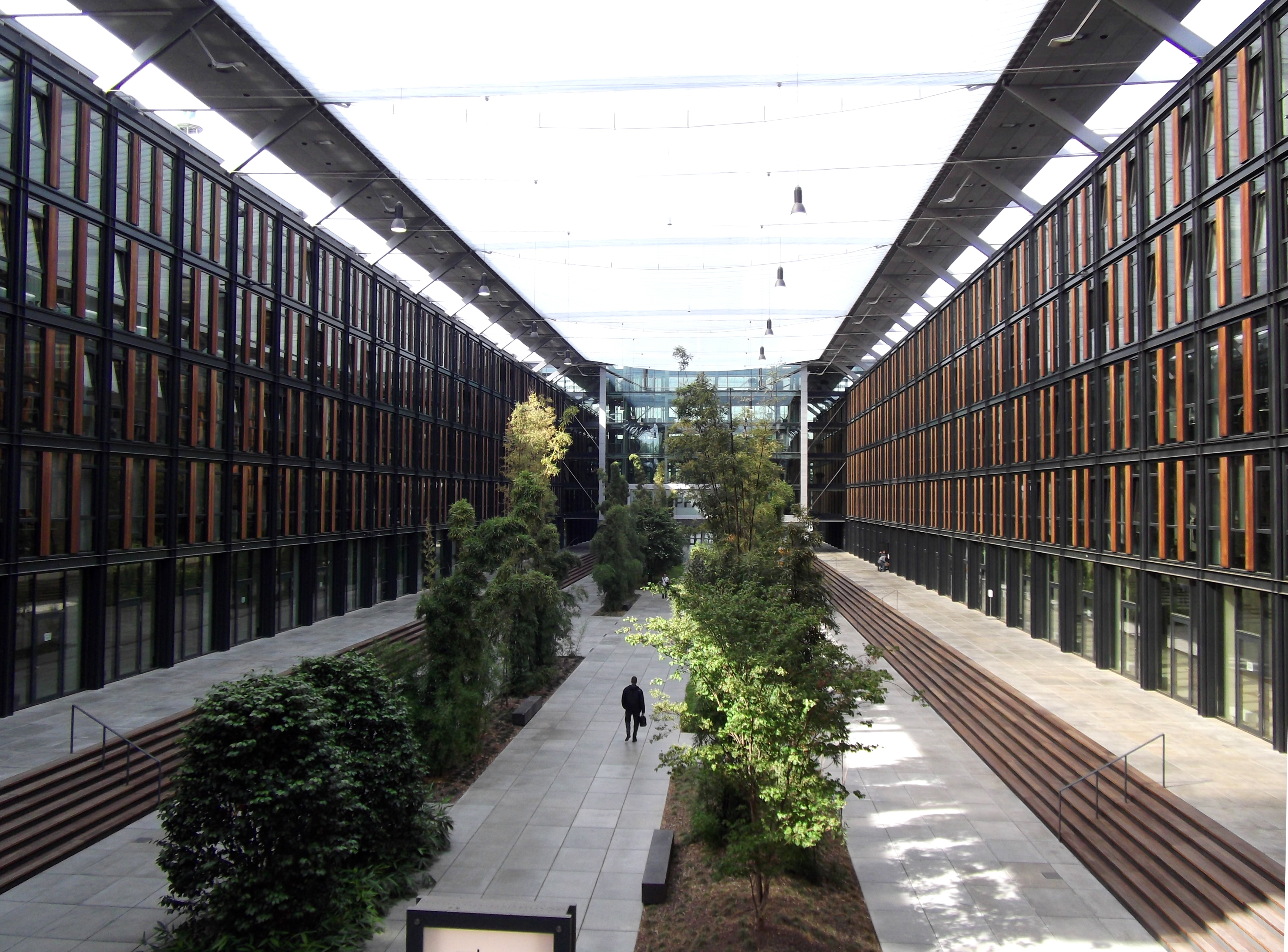
Innenansicht

Im September 2005 trennte sich die Koelnmesse vorzeitig von den Rheinhallen, um ihren „Masterplan2006“ mit Neubauten an anderer Stelle zu verwirklichen. Es wurden umfangreiche Neubau- und Sanierungsarbeiten erforderlich. Da Messeturm und rote Backsteinfassade unter Denkmalschutz stehen, wurde der gesamte Gebäudekomplex entkernt. Dazu wurde die Fassade mit Metallstützen gesichert und der gesamte innere Gebäudeteil abgerissen.
Bis Mai 2010 wurde innerhalb der historischen Backsteinfassade ein Bürokomplex sowie ein modernes Sendezentrum für RTL Deutschland mit den TV-Sendern RTL, VOX, Super RTL sowie dem Nachrichtensender n-tv errichtet. Zudem haben Teile der 2006 vom Talanx-Versicherungskonzern übernommenen HDI-Gerling Versicherung (heute HDI), sowie dem Finanzdienstleister der Talanx AG, der Talanx Asset Management GmbH hierhin ihren Geschäftssitz verlegt. Die Gesamtfläche des jetzt Rheinpark-Metropole Köln genannten Areals von 160.000 m² (Bruttogeschossfläche) wird zur Hälfte von RTL Deutschland genutzt, 80.000 m² von den Versicherungen und anderen Mietern. Die Gesamtproduktionsfläche für RTL mit höchsten akustischen und klimatischen Anforderungen beträgt 17.000 m². Hierunter befinden sich zwei Fernsehstudios mit 250 und 440 m² Größe. 1.500 von 2.000 Stellplätzen in einem neugebauten Parkhaus vor der nordöstlichen Seite der Rheinhallen belegt RTL Deutschland. Der Gebäudekomplex wird durch 14 Innenhöfe mit jeweils 1.000 m² Freifläche auf unterschiedlichen, auch unterbauten Ebenen sowie 28 Lichthöfe im dritten Obergeschoss aufgelockert. Zwischen den Baukörpern liegt die so genannte Mall. Es handelt sich um eine begrünte, frei zugängliche, 33 m breite und etwa 200 m lange Fußgängerpromenade durch den gesamten Komplex, der aus vier Gebäuderiegeln besteht. Quer zu den Riegeln verlaufen 16 Bauten, die sich um die 14 Innenhöfe gruppieren. Die Promenade setzt sich außen in der Mittelachse nach Süden und Norden fort. Betrachtet man die Rheinpark-Metropole als bauliche Einheit, handelt es sich um den zweitgrößten Bürogebäudekomplex Deutschlands.